# Ancón (parroquia de Santa Elena)
Ancón es una parroquia del cantón Santa Elena, provincia Santa Elena, en Ecuador. El poblado fue establecido por la compañía petrolera inglesa Anglo Ecuadorian Oilfields, que se instaló entre 1911 y 1976.

## Historia

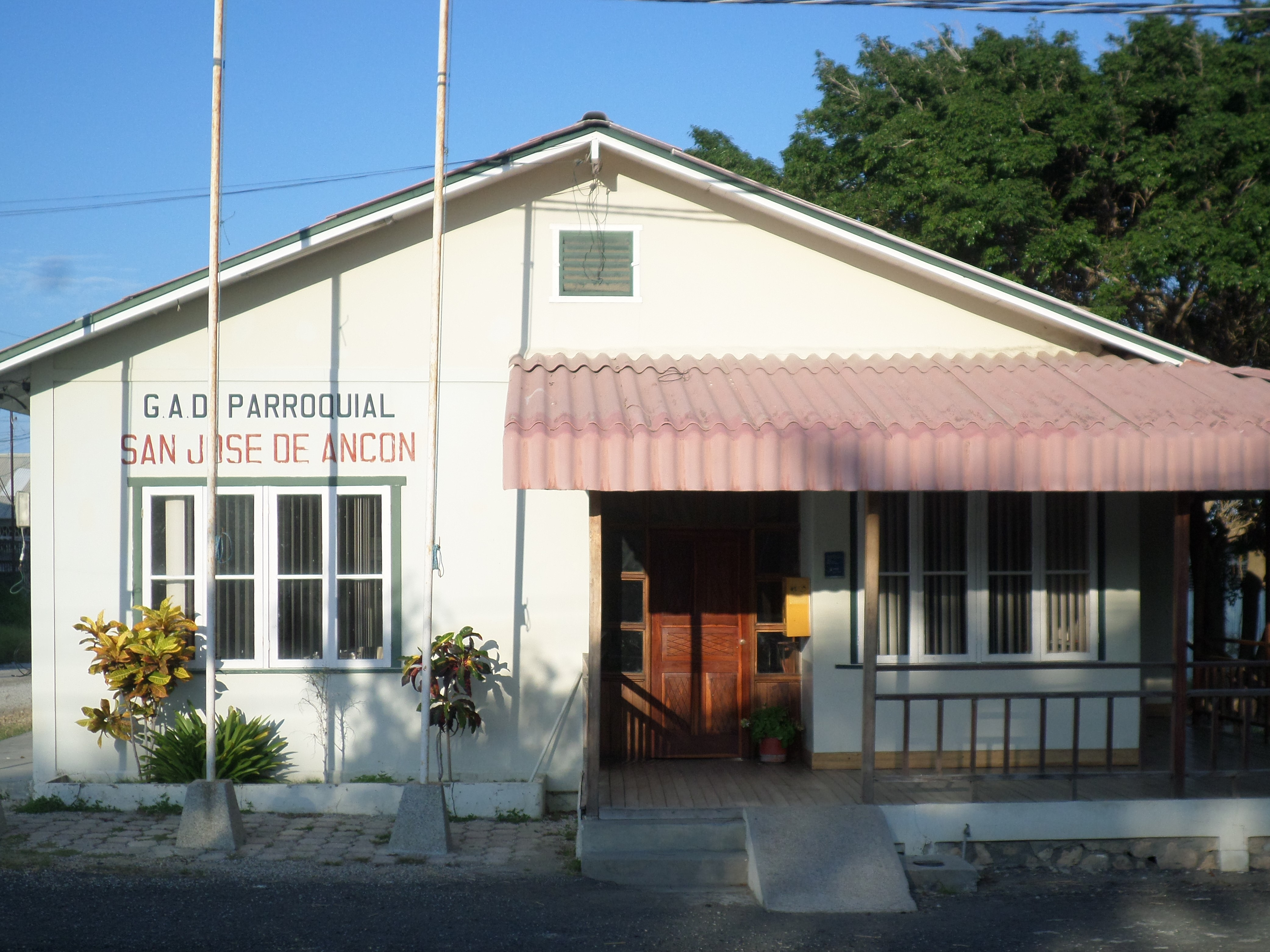
Junta parroquial de Ancón

Ancón surgió alrededor del 5 de noviembre de 1911 como campo petrolero de la compañía inglesa Anglo Ecuadorian Oilfields Limited. En ese año se perforó allí el primer pozo petrolero de Ecuador, llamado Ancón 1, ubicado ahora en la parroquia Anconcito producto del cambio político que se efectuara con la creación del canton Salinas.
De todas partes del país llegaron manos para trabajar en la industria; se formaron barrios que llevan los nombres de los distintos lugares de origen. Uno de ellos es el barrio Guayaquil, cuyas viviendas eran las barracas donde habitaban los obreros. Samuel Rendón Ampuño es el presidente de la junta parroquial de Ancón y responde a la primera pregunta que se le puede ocurrir a cualquiera que visite este poblado de 5 mil 600 habitantes. ¿Por qué si Ancón es la cuna de la industria petrolera ecuatoriana es un lugar al que le faltan tantas cosas? “Hablemos de los gobiernos de turno de antes, no hemos sido atendidos, hay mucho que hacer, nos falta alcantarillado”. La presencia inglesa marcó a Ancón, el barrio en el que habitaron se mantiene intacto, barrio exclusivo en esa época donde destaca la arquitectura y el buen estado de las viviendas.  conoce mejor que nadie la historia de Ancón. Su casa mantiene hasta los muebles de ese entonces, y guarda también otros tesoros (llave inglesa), en la cocina, calefón y cocina son los mismos en que cocinaban los místeres.
Desde la primera exploración y extracción de petróleo, Ancón mantenía estatus de "campamento minero", hasta que en el Registro Oficial 014 del 4 de febrero del 2003 , fue erigida a parroquia rural del cantón Santa Elena (Ecuador).
A este uso artesanal se agregó otro antecedente cuando a mediados del siglo XIX se conocen datos concretos sobre la existencia del petróleo en Ecuador. El geógrafo ecuatoriano Manuel Villavicencio, en 1858, en su libro Geografía Sobre el Ecuador, relata que encontró presencia de asfalto y alquitrán en el río Hollín, y en los manantiales salitrosos de la cordillera del Cututú (Morona Santiago). Tras esta descripción, en 1879, la Asamblea autorizó a MG Mier y Compañía extraer, por 20 años, petróleo y brea en lo que hoy es la provincia de Santa Elena.
Estas concesiones derivaron en la llegada de los ingleses a la Península de Santa Elena donde en 1911 perforaron el primer pozo en Ancón, tras una concesión otorgada a la compañía Ancon Oil. A este hito se lo considera como el arranque de la actividad petrolera en el país.
La Anglo Ecuadorian Oilfields Limited realizó el 3 de septiembre de 1925 su primera exportación de petróleo. Desde esa fecha hasta el 2 de septiembre de 1928, la compañía exportó 152.704,28 toneladas de petróleo crudo.
Luego de 100 años de extraer la primera gota de petróleo, el paisaje urbanístico de Ancón no sólo incluye antiguos e inservibles balancines para el bombeo de petróleo sino instalaciones petroleras que aún extraen crudo, aunque en pocas cantidades.

## Geografía
Ancón proviene del latín ōnis que significa codo, ángulo. Se encuentra en una ensenada pequeña en la que se puede fondear. Hay acantilados donde se puede tener una vista panorámica de las playas de Ancón y parte de Anconcito. Su playa principal es conocida como "Acapulco", a poca distancia se encuentra la playa de "Mambra" donde antiguamente existió una planta desalinizadora de agua de mar y más al sur la playa conocida como "La Sal" o "De los Chinos".
El Cantón Santa Elena tiene 3.767 km² y cuenta con seis parroquias rurales, Atahualpa, Colonche, Chanduy, Manglaralto, Simón Bolívar (Julio Moreno) y San José de Ancón. Ancón se encuentra asentado en una superficie de 78 km² y cuenta con dos Comunas el Tambo y Prosperidad, y los recintos Francisco de Orellana (Country Club) que pertenece a la comuna Prosperidad y San Joaquín que se encuentra vía a la parroquia Atahualpa.
Alargada con un eje principal con sentido norte a sur de 12 km. y un ancho de 7 km. aprox. el centro geométrico de su cabecera parroquial se localiza en el sector sur oeste.
Ancón se extiende en un área de 78 km². Limita al norte con la cabecera cantonal de Santa Elena; al sur con en océano Pacífico; al este con la parroquia Atahualpa; y al oeste con la parroquia José Luis Tamayo del cantón Salinas y la cabecera cantonal del cantón La Libertad.
El Sector tiene una topografía irregular comprendidos entre los 10 y 70 metros sobre el nivel del mar. Los puntos más elevados se encuentran al noreste y los más bajos al sur, junto al perfil costanero.
Su hidrografía comprende los ríos Salado al norte, el Tambo al centro y de la Tortuga al sur, con afluentes de menor caudal y una serie de quebradas. El río Engabao afluye al océano Pacífico en su flanco sur oriental.

## Actividad petrolera y minera

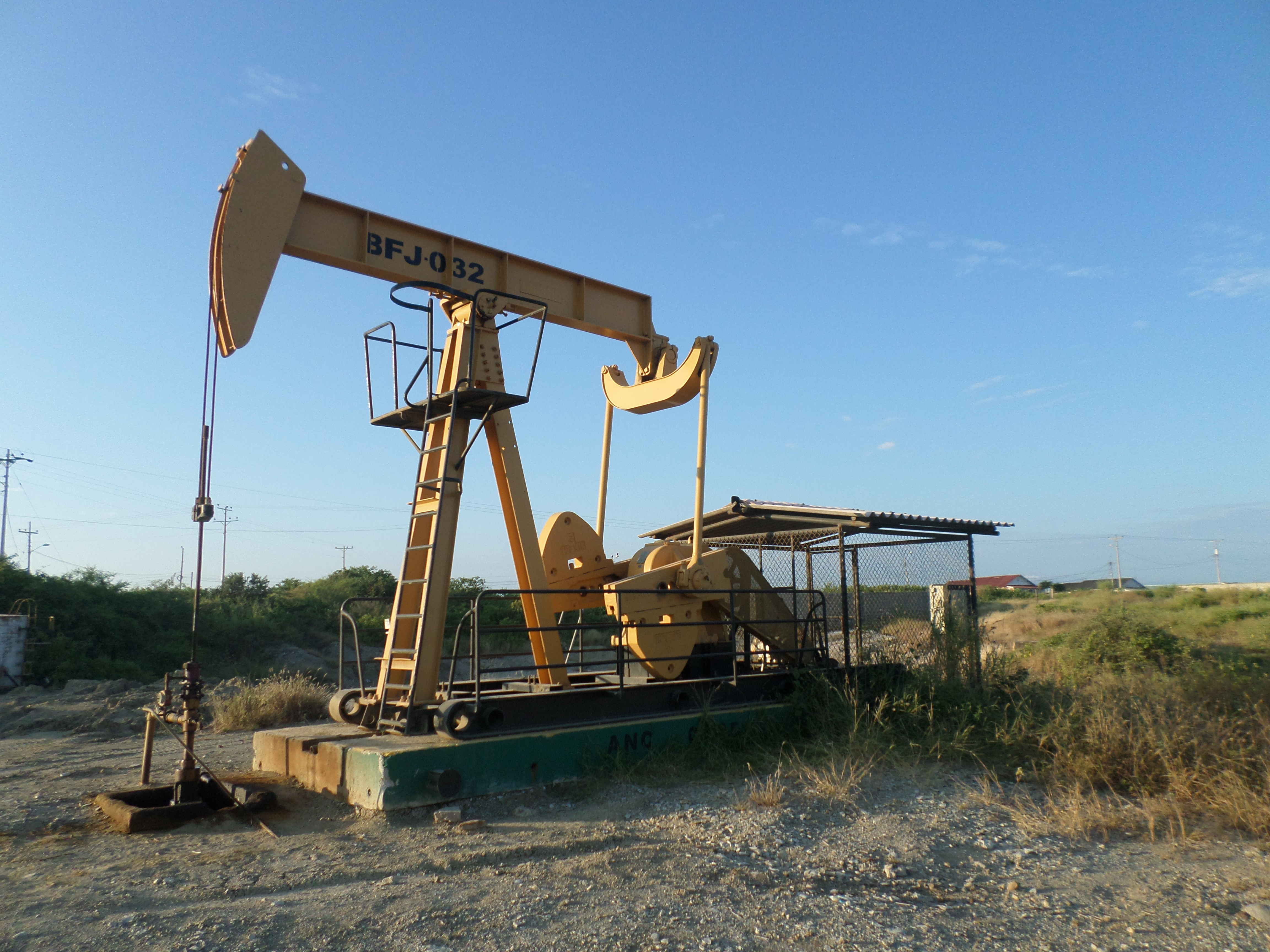
Extracción de crudo en Ancón.

El Campo Ancón es el principal productor de petróleo. Está dividido en 15 áreas: Perito, La Fuente, Certez, Emporio, Santo Tomás, San Joaquín, La Fe, Tablazo, Tigre, Cacique, Central, Ancón, Seca, Hecotea y Concepción. Las áreas Navarra y Asturias, al norte de este campo, fueron productoras de gas.
Además existen los campos de Petrópolis, San Raymundo, Santa Paula, Cautivo, Carmela y El Tambo.
Sabía usted que el Ecuador lleva más de 100 años produciendo petróleo, que el iniciador de esto fue el general Eloy Alfaro, y que la explotación de este mineral inició en la península de Santa Elena? “Ecuador sobre ruedas” llegó a la parroquia Ancón, que nació como un campamento petrolero.
En Ancón parece que el calendario se detuvo en los inicios de 1900, cuando nacía como un campamento minero de Anglo Oilfield Company. En toda la península, hay 2.882 pozos petroleros. Más de cien años han pasado de ese primer barril, y de la tierra sigue saliendo crudo. William Swanson es el superintendente de producción de Pacifpetrol, su abuelo trabajó en esos campos con los ingleses, pero la historia se remonta más atrás, a los tiempos de los aborígenes que llamaban Copei al petróleo que fluía naturalmente desde la profundidad de esa tierra. 
Los petroleros ingleses que llegaron en 1911 se fueron porque estaban ocupados en los asuntos propios de la Primera Guerra Mundial, y volverían 11 años después para desarrollar su inversión.
Los campos petroleros de la Península de Santa Elena se encuentran ubicados al suroeste de la República del Ecuador.

## Comunas
La parroquia de San José de Ancón cuenta con dos comunas:
- El Tambo: los pobladores se dedican a la ebanistería. No muy lejos se encuentra el humedal Velasco Ibarra.
- Prosperidad: sus pobladores se dedican a la ebanistería y a la agricultura. Además existe una albarrada en pleno centro de la población, convirtiéndose en un atractivo turístico..

## Nacidos en Ancón
- Alberto Spencer, futbolista ecuatoriano.
- Luciano Macias, futbolista ecuatoriano.
- Ruperto Reeves Patterson, futbolista ecuatoriano.
- José Francisco Cevallos, futbolista ecuatoriano, ministro de deportes.
- Pedro Mauricio Muñoz Pelaez, futbolista ecuatoriano.
- Cynthia Nataly Gellibert Mora, Presidenta de la República.